# Fijne korstkogelzwam
Het fijne korstkogelzwam (Eutypa leptoplaca) is een schimmel behorend tot de familie Diatrypaceae. Hij komt op dood loofhout. Hij heeft mogelijk voorkeur voor es als substraat, maar aangetroffen op diverse loofboomsoorten.

## Kenmerken
De peritheciën hebben een diameter van 0,2 mm. De papillen hebben een doorsnede van 0,1‒0,12 mm en steken weinig uit boven het stroma-oppervlak.
De ascus heeft een apicale ring die amyloïde (J+) is. De ascosporen zijn licht gekromd en meten 7‒9,5 × 1,5‒2 µm.

## Verspreiding
Hij komt voor in Europa, Noord-Afrika, Noord-Amerika en Australië. In Nederland komt het fijne korstkogelzwam zeer zeldzaam voor.